# Duván Vergara
Pour les articles homonymes, voir Vergara.
Duván Vergara, né le 9 septembre 1996 à Montería en Colombie, est un footballeur colombien qui évolue au poste d'ailier gauche au Racing Club.

## Biographie

### Débuts professionnels
Né à Montería en Colombie, Duván Vergara est formé par l'Envigado FC, qui lui permet de faire ses débuts en professionnel.
En janvier 2019, il rejoint le Rosario Central. Durant son passage en Argentine, il participe à la Copa Libertadores, et marque son seul but pour Rosario Central dans cette compétition, le 14 mars 2019, contre l'Universidad Católica. Son équipe s'incline toutefois par deux buts à un ce jour-là.

### América de Cali
En juillet 2019, il rejoint l'América de Cali. Il joue son premier match le 26 juillet 2019 contre Patriotas Boyacá. Il entre en jeu et les deux équipes se neutralisent (1-1).
Avec l'América, il se fait remarquer durant la Copa Libertadores 2020 en marquant trois buts, contre l'Universidad Católica le 10 mars (victoire 1-2 de l'América), puis contre le SC Internacional le 17 septembre 2020 mais son équipe est toutefois battue par quatre buts à trois, et enfin une nouvelle fois contre l'Universidad Católica le 24 septembre suivant (1-1).

### CF Monterrey
En juin 2021, Vergara rejoint le Mexique en s'engageant avec le CF Monterrey,.

### Santos Laguna
Le 10 juin 2023, Duván Vergara rejoint le Santos Laguna sous la forme d'un prêt d'une saison.